# Eishockey-Weltmeisterschaft der Frauen 2020
Die 23. Eishockey-Weltmeisterschaften der Frauen der Internationalen Eishockey-Föderation IIHF waren die Eishockey-Weltmeisterschaften des Jahres 2020. Mit der Ausnahme von zwei Turnieren wurden aufgrund der Covid-19-Epidemie alle weiteren Turniere abgesagt, darunter auch das in Kanada geplante Turnier der Top-Division vom 31. März 2020 bis 10. April 2020. Von den geplanten sechs Turnieren fanden nur die Turniere der Division II, Gruppe B und der Division III statt, die bereits im Februar 2020 bzw. Dezember 2019 ausgetragen wurden. Nach der Weltmeisterschaft 2003 war dies das zweite Turnier der Top-Division der Frauen-Weltmeisterschaft, das aufgrund einer Coronavirus-Epidemie abgesagt wurde.

## Teilnehmer, Austragungsorte und -zeiträume

### Abgesagte Turniere
- Top-Division: geplante Austragung: 31. März bis 10. April 2020 in Halifax und Truro, Nova Scotia, Kanada
Teilnehmer:  Dänemark (Aufsteiger),  Deutschland,  Finnland,  Japan,  Kanada,  Russland,  Schweiz,  Tschechien,  Ungarn (Aufsteiger),  USA (Titelverteidiger)
- Division I
  - Gruppe A: geplante Austragung: 12. bis 18. April 2020 in Angers, Frankreich
Teilnehmer:  Frankreich (Absteiger),  Niederlande (Aufsteiger),  Norwegen,  Österreich,  Schweden (Absteiger),  Slowakei
  - Gruppe B: geplante Austragung: 28. März bis 3. April 2020 in Katowice, Polen
Teilnehmer:  Volksrepublik China,  Italien (Absteiger),  Kasachstan,  Polen,  Slowenien (Aufsteiger),  Südkorea
- Division II
  - Gruppe A: geplante Austragung: 29. März bis 4. April 2020 in Jaca, Spanien

Teilnehmer:  Republik China (Taiwan) (Aufsteiger),  Großbritannien,  Lettland (Absteiger),  Mexiko,  Nordkorea,  Spanien

### Durchgeführte Turniere
- Division II
  - Gruppe B: 23. bis 29. Februar 2020 in Akureyri, Island
Teilnehmer:  Australien (Absteiger),  Island,  Kroatien,  Neuseeland,  Türkei,  Ukraine (Aufsteiger)
- Division III: 4. bis 10. Dezember 2019 in Sofia, Bulgarien
Teilnehmer:  Belgien,  Bulgarien,  Hongkong,  Litauen (Neuling),  Rumänien (Absteiger),  Südafrika

## Top-Division
Die Top-Division der Weltmeisterschaft sollte vom 31. März bis 10. April 2020 in den kanadischen Städten Halifax und Truro in der Provinz Nova Scotia ausgetragen werden. Als Spielstätten waren das Scotiabank Centre in Halifax mit 10.595 Plätzen sowie dem Rath Eastlink Community Centre in Truro, in dem 3.100 Zuschauer Platz finden, vorgesehen. Aufgrund der Coronavirus-Epidemie entschied die IIHF Anfang März 2020 das Turnier abzusagen. Nach der Weltmeisterschaft 2003 war dies das zweite Turnier der Top-Division der Frauen-Weltmeisterschaft, das aufgrund einer Coronavirus-Epidemie abgesagt wurde.
Am Turnier sollten zehn Nationalmannschaften teilnehmen, die in zwei leistungsmäßig abgestuften Gruppen zu je fünf Teams spielen sollten. Die Gruppeneinteilung wurde auf Basis der nach Abschluss der Weltmeisterschaft 2019 aktuellen IIHF-Weltrangliste festgelegt.

## Division I

### Gruppe A in Angers, Frankreich
Das Turnier der Gruppe A der Division I sollte vom 12. bis 18. April 2020 in der französischen Stadt Angers ausgetragen werden. Die Spiele sollten im bis zu 3.600 Zuschauer fassenden IceParc stattfinden. Aufgrund der COVID-19-Pandemie entschied die IIHF Anfang März 2020 das Turnier abzusagen.

### Gruppe B in Katowice, Polen
Das Turnier der Gruppe B sollte vom 28. März bis 3. April 2020 in der polnischen Stadt Katowice ausgetragen werden. Die Spiele sollten in der 1.417 Zuschauer fassenden Lodowisko Jantor stattfinden. Aufgrund der COVID-19-Pandemie entschied die IIHF Anfang März 2020 das Turnier abzusagen.

## Division II

### Gruppe A in Jaca, Spanien
Das Turnier der Gruppe A der Division II sollte vom 29. März bis 4. April 2020 in der spanischen Stadt Jaca ausgetragen werden. Die Spiele sollten in der 3.579 Zuschauer fassenden Pabellón de Hielo de Jaca stattfinden. Aufgrund der COVID-19-Pandemie entschied die IIHF Anfang März 2020 das Turnier abzusagen.

### Gruppe B in Akureyri, Island
Das Turnier der Gruppe B der Division II wurde vom 23. bis 29. Februar 2020 im isländischen Akureyri ausgetragen. Die Spiele fanden in der Skautahöllin á Akureyri statt. Insgesamt besuchten 1.957 Zuschauer die 15 Turnierspiele, was einem Schnitt von 130 pro Partie entspricht.
Nach dem Abstieg im Vorjahr gelang dem australischen Team in souveräner Manier mit fünf Siegen aus fünf Spielen der sofortige Wiederaufstieg in die Gruppe A der Division II, der aufgrund der COVID-19-Pandemie und des Ausfalls der darüber angesiedelten Turniere später annulliert wurde. Den Grundstein dafür legten sie bereits im ersten Turnierspiel gegen Gastgeber Island, das später den zweiten Platz hinter den Australierinnen belegte, die sich lediglich im Spiel gegen die Türkei etwas mühten. Der letztjährige Aufsteiger Ukraine musste trotz achtbarer Ergebnisse gegen die Türkei, Kroatien und Neuseeland den Abstieg in die Division III hinnehmen. Ausschlaggebend war die Niederlage gegen die am Ende punktgleichen Kroatinnen, die damit im zweiten Jahr in Folge die Klasse hielten.
| 23. Februar 2020 13:00 Uhr (Ortszeit) | Ukraine | 2:3 n. V. (0:2, 2:0, 0:0, 0:1) Spielbericht | Türkei | Skautahöllin, Akureyri Zuschauer: 20 |

| 23. Februar 2020 16:30 Uhr | Neuseeland | 11:1 (2:0, 5:0, 4:1) Spielbericht | Kroatien | Skautahöllin, Akureyri Zuschauer: 17 |

| 23. Februar 2020 20:00 Uhr | Island | 1:6 (0:4, 1:2, 0:0) Spielbericht | Australien | Skautahöllin, Akureyri Zuschauer: 317 |

| 24. Februar 2020 13:00 Uhr | Kroatien | 2:1 n. P. (1:0, 0:1, 0:0, 0:0, 1:0) Spielbericht | Ukraine | Skautahöllin, Akureyri Zuschauer: 15 |

| 24. Februar 2020 16:30 Uhr | Australien | 2:1 (1:0, 1:1, 0:0) Spielbericht | Türkei | Skautahöllin, Akureyri Zuschauer: 20 |

| 24. Februar 2020 20:00 Uhr | Neuseeland | 1:4 (0:2, 0:1, 1:1) Spielbericht | Island | Skautahöllin, Akureyri Zuschauer: 333 |

| 26. Februar 2020 13:00 Uhr | Australien | 15:0 (4:0, 5:0, 6:0) Spielbericht | Kroatien | Skautahöllin, Akureyri Zuschauer: 22 |

| 26. Februar 2020 16:30 Uhr | Neuseeland | 5:3 (3:1, 1:1, 1:1) Spielbericht | Ukraine | Skautahöllin, Akureyri Zuschauer: 20 |

| 26. Februar 2020 20:00 Uhr | Island | 6:0 (3:0, 0:0, 3:0) Spielbericht | Türkei | Skautahöllin, Akureyri Zuschauer: 370 |

| 27. Februar 2020 13:00 Uhr | Ukraine | 1:9 (0:2, 0:2, 1:5) Spielbericht | Australien | Skautahöllin, Akureyri Zuschauer: 12 |

| 27. Februar 2020 16:30 Uhr | Türkei | 1:2 (0:0, 0:1, 1:1) Spielbericht | Neuseeland | Skautahöllin, Akureyri Zuschauer: 17 |

| 27. Februar 2020 20:00 Uhr | Kroatien | 0:7 (0:1, 0:3, 0:3) Spielbericht | Island | Skautahöllin, Akureyri Zuschauer: 320 |

| 29. Februar 2020 13:00 Uhr | Türkei | 5:2 (1:1, 2:1, 2:0) Spielbericht | Kroatien | Skautahöllin, Akureyri Zuschauer: 12 |

| 29. Februar 2020 16:30 Uhr | Australien | 7:1 (1:1, 2:0, 4:0) Spielbericht | Neuseeland | Skautahöllin, Akureyri Zuschauer: 42 |

| 29. Februar 2020 20:00 Uhr | Island | 7:0 (0:0, 5:0, 2:0) Spielbericht | Ukraine | Skautahöllin, Akureyri Zuschauer: 420 |

| Pl. |            | Sp | S | OTS | OTN | N | Tore  | Punkte |
| 1.  | Australien | 5  | 5 | 0   | 0   | 0 | 39:04 | 15     |
| 2.  | Island     | 5  | 4 | 0   | 0   | 1 | 25:07 | 12     |
| 3.  | Neuseeland | 5  | 3 | 0   | 0   | 2 | 20:16 | 9      |
| 4.  | Türkei     | 5  | 1 | 1   | 0   | 3 | 10:14 | 5      |
| 5.  | Kroatien   | 5  | 0 | 1   | 0   | 4 | 05:39 | 2      |
| 6.  | Ukraine    | 5  | 0 | 0   | 2   | 3 | 07:26 | 2      |

Abkürzungen: Pl. = Platz, Sp = Spiele, S = Siege, OTS = Siege nach Verlängerung (Overtime) oder Penaltyschießen, OTN = Niederlagen nach Verlängerung oder Penaltyschießen, N = Niederlagen

Erläuterungen: Aufsteiger in die Division IIA, Absteiger in die Division III

### Auf- und Abstieg
| Aufsteiger in die Division IIA: | kein Aufsteiger |
| Absteiger in die Division III:  | Ukraine         |
| Aufsteiger in die Division IIB: | Südafrika       |

## Division III
Das Turnier der Division III wurde vom 4. bis 10. Dezember 2019 in der bulgarischen Landeshauptstadt Sofia ausgetragen. Die Spiele fanden im 4.600 Zuschauer fassenden Wintersportpalast statt. Insgesamt besuchten 3.304 Zuschauer die 15 Turnierspiele, was einem Schnitt von 220 pro Partie entspricht.
Den Aufstieg in die Gruppe B der Division II schaffte das südafrikanische Team, das sich aufgrund der belgischen Schützenhilfe gegen Tabellenführer Rumänien am Schlusstag noch den Turniersieg sicherte und damit erstmals seit der Weltmeisterschaft 2013 in die Division II zurückkehrte. Dabei waren die Südafrikanerinnen mit einer 4:11-Niederlage schlecht ins Turnier gestartet, gewannen aber daraufhin alle weiteren Partien und profitierten von den Ergebnissen der Konkurrenz. Der WM-Neuling Litauen belegte den fünften Rang im Endklassement, wobei die 16-Jährige Klara Miuller mit zehn Scorerpunkten auf sich aufmerksam machte.
| 4. Dezember 2019 13:00 Uhr (Ortszeit) | Südafrika | 4:11 (1:4, 0:5, 3:2) Spielbericht | Rumänien | Wintersportpalast, Sofia Zuschauer: 233 |

| 4. Dezember 2019 16:30 Uhr | Litauen | 4:1 (2:1, 0:0, 2:0) Spielbericht | Hongkong | Wintersportpalast, Sofia Zuschauer: 280 |

| 4. Dezember 2019 20:00 Uhr | Belgien | 4:2 (2:0, 1:2, 1:0) Spielbericht | Bulgarien | Wintersportpalast, Sofia Zuschauer: 410 |

| 5. Dezember 2019 13:00 Uhr | Rumänien | 2:1 n. V. (0:0, 1:1, 0:0, 1:0) Spielbericht | Hongkong | Wintersportpalast, Sofia Zuschauer: 35 |

| 5. Dezember 2019 16:30 Uhr | Belgien | 3:4 (2:1, 1:1, 0:2) Spielbericht | Südafrika | Wintersportpalast, Sofia Zuschauer: 231 |

| 5. Dezember 2019 20:00 Uhr | Bulgarien | 2:1 (0:0, 1:1, 1:0) Spielbericht | Litauen | Wintersportpalast, Sofia Zuschauer: 310 |

| 7. Dezember 2019 13:00 Uhr | Belgien | 3:4 (2:1, 0:1, 1:2) Spielbericht | Litauen | Wintersportpalast, Sofia Zuschauer: 150 |

| 7. Dezember 2019 16:30 Uhr | Südafrika | 2:1 (0:0, 1:0, 1:1) Spielbericht | Hongkong | Wintersportpalast, Sofia Zuschauer: 220 |

| 7. Dezember 2019 20:00 Uhr | Rumänien | 3:4 n. V. (0:1, 3:1, 0:1, 0:1) Spielbericht | Bulgarien | Wintersportpalast, Sofia Zuschauer: 310 |

| 8. Dezember 2019 13:00 Uhr | Hongkong | 1:8 (0:2, 1:6, 0:0) Spielbericht | Belgien | Wintersportpalast, Sofia Zuschauer: 35 |

| 8. Dezember 2019 16:30 Uhr | Litauen | 2:4 (0:1, 1:0, 1:3) Spielbericht | Rumänien | Wintersportpalast, Sofia Zuschauer: 150 |

| 8. Dezember 2019 20:00 Uhr | Bulgarien | 1:2 (1:0, 0:0, 0:2) Spielbericht | Südafrika | Wintersportpalast, Sofia Zuschauer: 360 |

| 10. Dezember 2019 13:00 Uhr | Südafrika | 4:2 (1:1, 2:1, 1:0) Spielbericht | Litauen | Wintersportpalast, Sofia Zuschauer: 150 |

| 10. Dezember 2019 16:30 Uhr | Hongkong | 0:5 (0:1, 0:3, 0:1) Spielbericht | Bulgarien | Wintersportpalast, Sofia Zuschauer: 250 |

| 10. Dezember 2019 20:00 Uhr | Rumänien | 2:4 (1:1, 0:3, 1:0) Spielbericht | Belgien | Wintersportpalast, Sofia Zuschauer: 180 |

| Pl. |           | Sp | S | OTS | OTN | N | Tore  | Punkte |
| 1.  | Südafrika | 5  | 4 | 0   | 0   | 1 | 16:18 | 12     |
| 2.  | Belgien   | 5  | 3 | 0   | 0   | 2 | 22:13 | 9      |
| 3.  | Rumänien  | 5  | 2 | 1   | 1   | 1 | 22:15 | 9      |
| 4.  | Bulgarien | 5  | 2 | 1   | 0   | 2 | 14:10 | 8      |
| 5.  | Litauen   | 5  | 2 | 0   | 0   | 3 | 13:14 | 6      |
| 6.  | Hongkong  | 5  | 0 | 0   | 1   | 4 | 04:21 | 1      |

Abkürzungen: Pl. = Platz, Sp = Spiele, S = Siege, OTS = Siege nach Verlängerung (Overtime) oder Penaltyschießen, OTN = Niederlagen nach Verlängerung oder Penaltyschießen, N = Niederlagen

Erläuterungen: Aufsteiger in die Division IIB

### Auf- und Abstieg
| Absteiger in die Division III:  | Ukraine   |
| Aufsteiger in die Division IIB: | Südafrika |